# Trichocerota antigama
Trichocerota antigama är en fjärilsart som beskrevs av Edward Meyrick 1926. Trichocerota antigama ingår i släktet Trichocerota och familjen glasvingar. Inga underarter finns listade i Catalogue of Life.